# Poisenbach
Poisenbach är ett vattendrag i Weißeritzkreis i Sachsen i Tyskland.